# قلعه جغته
قلعه جِغَته مربوط به دوره صفوی است و در شهرستان ششتمد، روستای سرمزار واقع شده و این اثر در تاریخ ۱۰ دی ۱۳۸۱ با شمارهٔ ثبت ۶۸۶۸ به‌عنوان یکی از آثار ملی ایران به ثبت رسیده است.